# Nuoto ai campionati mondiali di nuoto 2007 - 200 metri rana maschili
La gara di nuoto dei 200 metri rana maschili dei campionati mondiali di nuoto 2007 è stata disputata il 29 e il 30 marzo presso la Rod Laver Arena di Melbourne.
Accreditati alla partenza 85 atleti.

## Podio
| Posizione | Atleta          | Nazionalità |
| --------- | --------------- | ----------- |
| Oro       | Kōsuke Kitajima | Giappone    |
| Argento   | Brenton Rickard | Australia   |
| Bronzo    | Loris Facci     | Italia      |

## Programma
| Data          | Ora   | Turno      |
| ------------- | ----- | ---------- |
| 29 marzo 2007 | 11:27 | Batterie   |
| 29 marzo 2007 | 20:05 | Semifinali |
| 30 marzo 2007 | 20:29 | Finale     |

## Record
Prima della manifestazione il record del mondo e il record dei campionati erano i seguenti.
| Record mondiale       | 2'08"50 | Brendan Hansen Stati Uniti | 20 agosto 2006 Victoria, Canada   |
| Record dei campionati | 2'09"42 | Kōsuke Kitajima Giappone   | 24 luglio 2003 Barcellona, Spagna |

Nel corso della competizione non sono stati migliorati.

## Risultati

### Batterie
I migliori 16 tempi accedono alle semifinali
| Pos. | Batteria | Corsia | Atleta                      | Nazionalità                              | Tempo   | Note |
| ---- | -------- | ------ | --------------------------- | ---------------------------------------- | ------- | ---- |
| 1    | 10       | 4      | Kōsuke Kitajima             | Giappone                                 | 2:11.07 | Q    |
| 2    | 9        | 5      | Loris Facci                 | Italia                                   | 2:12.07 | Q    |
| 3    | 10       | 3      | Paolo Bossini               | Italia                                   | 2:12.20 | Q    |
| 4    | 10       | 6      | Mike Brown                  | Canada                                   | 2:12.39 | Q    |
| 5    | 9        | 3      | Dániel Gyurta               | Ungheria                                 | 2:12.61 | Q    |
| 6    | 11       | 3      | Jim Piper                   | Australia                                | 2:12.94 | Q    |
| 7    | 9        | 4      | Eric Shanteau               | Stati Uniti                              | 2:13.00 | Q    |
| 7    | 10       | 2      | Grigory Falko               | Russia                                   | 2:13.10 | Q    |
| 9    | 10       | 1      | Igor Borysik                | Ucraina                                  | 2:13.10 | Q    |
| 10   | 11       | 1      | Valeriy Dymo                | Ucraina                                  | 2:13.11 | Q    |
| 11   | 11       | 5      | Brenton Rickard             | Australia                                | 2:13.16 | Q    |
| 12   | 9        | 6      | Kris Gilchrist              | Gran Bretagna                            | 2:13.36 | Q    |
| 13   | 10       | 7      | Alexander Ovchinnikov       | Russia                                   | 2:13.67 | Q    |
| 14   | 11       | 6      | Daisuke Kimura              | Giappone                                 | 2:13.86 | Q    |
| 15   | 8        | 5      | Alexander Dale Oen          | Norvegia                                 | 2:14.00 | Q    |
| 16   | 11       | 7      | Zhongjian Lai               | Cina                                     | 2:14.03 | Q    |
| 17   | 9        | 8      | Sławomir Wolniak            | Polonia                                  | 2:14.20 |      |
| 18   | 9        | 2      | Robin van Aggele            | Paesi Bassi                              | 2:14.66 |      |
| 19   | 9        | 7      | Mihail Alexandrov           | Bulgaria                                 | 2:14.74 |      |
| 20   | 8        | 2      | Chris Christensen           | Danimarca                                | 2:14.76 |      |
| 21   | 10       | 5      | Sławomir Kuczko             | Polonia                                  | 2:14.80 |      |
| 22   | 11       | 2      | James Kirton                | Gran Bretagna                            | 2:14.93 |      |
| 23   | 3        | 5      | Cameron van der Burgh       | Sudafrica                                | 2:15.10 |      |
| 24   | 11       | 8      | Romanos Alyfantis           | Grecia                                   | 2:15.11 |      |
| 25   | 7        | 2      | Jiri Jedlicka               | Rep. Ceca                                | 2:15.19 |      |
| 26   | 8        | 8      | Sofiane Daid                | Algeria                                  | 2:15.54 |      |
| 27   | 9        | 1      | Maxim Podoprigora           | Austria                                  | 2:15.80 |      |
| 28   | 8        | 1      | Shin Su-jong                | Corea del Sud                            | 2:15.88 |      |
| 29   | 7        | 5      | Richárd Bodor               | Ungheria                                 | 2:15.89 |      |
| 30   | 8        | 3      | Yevgeniy Ryzhkov            | Kazakistan                               | 2:16.18 |      |
| 31   | 8        | 7      | Tom Beeri                   | Israele                                  | 2:16.32 |      |
| 32   | 7        | 6      | Giedrius Titenis            | Lituania                                 | 2:16.50 |      |
| 33   | 8        | 6      | Henrique Barbosa            | Brasile                                  | 2:16.89 |      |
| 34   | 7        | 7      | Valentin Preda              | Romania                                  | 2:16.97 |      |
| 35   | 8        | 4      | Johannes Neumann            | Germania                                 | 2:17.72 |      |
| 36   | 6        | 6      | Edvinas Dautartas           | Lituania                                 | 2:17.74 |      |
| 37   | 6        | 1      | Vasileios Demetis           | Grecia                                   | 2:18.28 |      |
| 38   | 7        | 3      | Glenn Snyders               | Nuova Zelanda                            | 2:18.72 |      |
| 39   | 6        | 5      | Dimitri Waeber              | Svizzera                                 | 2:20.02 |      |
| 40   | 6        | 4      | Wei Wen Wang                | Taipei cinese                            | 2:20.54 |      |
| 41   | 7        | 1      | Zhao Tao                    | Cina                                     | 2:21.64 |      |
| 42   | 6        | 2      | Malick Fall                 | Senegal                                  | 2:21.74 |      |
| 43   | 5        | 8      | Billy Arfianto              | Indonesia                                | 2:21.82 |      |
| 44   | 6        | 8      | Andrey Morkovin             | Uzbekistan                               | 2:22.58 |      |
| 45   | 6        | 3      | Hsin Hung Chiang            | Taipei cinese                            | 2:22.59 |      |
| 46   | 5        | 2      | Jin Leonard Tan             | Singapore                                | 2:23.33 |      |
| 47   | 5        | 3      | Diego Bonilla               | Colombia                                 | 2:23.50 |      |
| 48   | 4        | 6      | Vidvuds Maculevics          | Lettonia                                 | 2:23.53 |      |
| 49   | 5        | 5      | Herry Yudhianto             | Indonesia                                | 2:24.47 |      |
| 50   | 4        | 1      | Kevin Hensley               | Isole Vergini Americane                  | 2:25.63 |      |
| 51   | 5        | 7      | Jin Wen Mark Tan            | Singapore                                | 2:26.54 |      |
| 52   | 3        | 1      | Wael Kobrosly               | Libano                                   | 2:26.62 |      |
| 53   | 4        | 5      | Sobitjon Amilov             | Uzbekistan                               | 2:27.56 |      |
| 54   | 5        | 1      | Gerard Bordado              | Filippine                                | 2:28.72 |      |
| 55   | 4        | 7      | See Tuan Yap                | Malaysia                                 | 2:30.02 |      |
| 56   | 4        | 8      | Hei Meng Lao                | Macao                                    | 2:30.07 |      |
| 57   | 4        | 3      | Moustafa Al-Saleh           | Siria                                    | 2:30.81 |      |
| 58   | 3        | 2      | Rainui Terupaia             | Polinesia francese                       | 2:31.47 |      |
| 59   | 5        | 4      | Kirils Sanzarovecs          | Lettonia                                 | 2:32.18 |      |
| 60   | 4        | 2      | Mohammad Alirezaei          | Iran                                     | 2:33.11 |      |
| 61   | 2        | 7      | Genaro Mathias Prono Britez | Paraguay                                 | 2:34.44 |      |
| 62   | 2        | 6      | Celestino Aguon             | Guatemala                                | 2:34.84 |      |
| 62   | 2        | 2      | Eli Ebenezer Wong           | Isole Marianne Settentrionali (bandiera) | 2:34.84 |      |
| 64   | 3        | 6      | Melvin Chua                 | Malaysia                                 | 2:35.06 |      |
| 65   | 2        | 3      | Gavin Santos                | Gibilterra                               | 2:38.17 |      |
| 66   | 1        | 4      | Guvanch Ataniyazov          | Turkmenistan                             | 2:38.24 |      |
| 67   | 5        | 6      | Eric Williams               | Nigeria                                  | 2:38.67 |      |
| 68   | 2        | 4      | Alexander Rivero            | Bolivia                                  | 2:39.54 |      |
| 69   | 1        | 6      | Eric Arturo Medina Su       | Panama                                   | 2:41.90 |      |
| 69   | 3        | 4      | Hong Nam Lei                | Macao                                    | 2:41.90 |      |
| 71   | 2        | 1      | Jehad Al Henidi             | Giordania                                | 2:42.12 |      |
| 72   | 3        | 3      | Timur Kartabaev             | Kiribati                                 | 2:42.94 |      |
| 73   | 1        | 5      | A. Aldhaheri                | Emirati Arabi Uniti                      | 2:44.66 |      |
| 74   | 3        | 8      | Kevin Cheung                | Mauritius                                | 2:47.26 |      |
| 75   | 2        | 8      | Sadeq Damrah                | Palestina                                | 2:50.15 |      |
| 76   | 1        | 7      | Anthony Kpetonky            | Ghana                                    | 3:27.80 |      |
| --   | 10       | 8      | Jakob Jóhann Sveinsson      | Islanda                                  | DSQ     |      |
| --   | 6        | 7      | Miguel Molina               | Filippine                                | DSQ     |      |
| --   | 1        | 2      | Moro Abdul Fatawu           | Ghana                                    | DSQ     |      |
| --   | 11       | 4      | Brendan Hansen              | Stati Uniti                              | DNS     |      |
| --   | 7        | 8      | Vanja Rogulj                | Croazia                                  | DNS     |      |
| --   | 7        | 4      | Dean Kent                   | Nuova Zelanda                            | DNS     |      |
| --   | 4        | 4      | Alwin de Prins              | Lussemburgo                              | DNS     |      |
| --   | 3        | 7      | Chisela Kanchela            | Zambia                                   | DNS     |      |
| --   | 2        | 5      | Amar Shah                   | Kenya                                    | DNS     |      |

### Semifinali
I migliori 8 tempi accedono alla finale
| Pos. | Batteria | Corsia | Atleta                | Nazionalità   | Tempo   | Note |
| ---- | -------- | ------ | --------------------- | ------------- | ------- | ---- |
| 1    | 2        | 4      | Kōsuke Kitajima       | Giappone      | 2:10.30 | Q    |
| 2    | 2        | 7      | Brenton Rickard       | Australia     | 2:11.41 | Q    |
| 2    | 2        | 5      | Paolo Bossini         | Italia        | 2:11.41 | Q    |
| 4    | 1        | 4      | Loris Facci           | Italia        | 2:11.48 | Q    |
| 5    | 2        | 6      | Eric Shanteau         | Stati Uniti   | 2:11.54 | Q    |
| 6    | 1        | 5      | Mike Brown            | Canada        | 2:11.61 | Q    |
| 7    | 2        | 3      | Dániel Gyurta         | Ungheria      | 2:12.31 | Q    |
| 8    | 1        | 6      | Grigory Falko         | Russia        | 2:12.44 | Q    |
| 9    | 1        | 2      | Valeriy Dymo          | Ucraina       | 2:12.78 |      |
| 10   | 1        | 3      | Jim Piper             | Australia     | 2:13.40 |      |
| 11   | 1        | 7      | Kris Gilchrist        | Gran Bretagna | 2:13.44 |      |
| 12   | 2        | 1      | Alexander Ovchinnikov | Russia        | 2:13.45 |      |
| 13   | 2        | 2      | Igor Borysik          | Ucraina       | 2:14.00 |      |
| 14   | 1        | 8      | Zhongjian Lai         | Cina          | 2:14.44 |      |
| 15   | 2        | 8      | Alexander Dale Oen    | Norvegia      | 2:14.63 |      |
| 16   | 1        | 1      | Daisuke Kimura        | Giappone      | DSQ     |      |

### Finale
| Pos. | Corsia | Atleta          | Nazionalità | Tempo   | Note |
| ---- | ------ | --------------- | ----------- | ------- | ---- |
|      | 5      | Kōsuke Kitajima | Giappone    | 2:09.80 |      |
|      | 5      | Brenton Rickard | Australia   | 2:10.99 |      |
|      | 6      | Loris Facci     | Italia      | 2:11.03 |      |
| 4    | 3      | Paolo Bossini   | Italia      | 2:11.38 |      |
| 5    | 2      | Eric Shanteau   | Stati Uniti | 2:11.50 |      |
| 6    | 1      | Dániel Gyurta   | Ungheria    | 2:11.62 |      |
| 7    | 7      | Mike Brown      | Canada      | 2:12.01 |      |
| 8    | 8      | Grigory Falko   | Russia      | 2:12.16 |      |

DNS= Non partito

DSQ= Squalificato